# Лісне (Мендикаринський район)
Лісне́ (каз. Лесной) — село у складі Мендикаринського району Костанайської області Казахстану. Входить до складу Первомайського сільського округу.
Населення — 257 осіб (2021; 424 у 2009, 468 у 1999, 627 у 1989).
У радянські часи село називалось Лісний.